# Liste der portugiesischen Botschafter in Armenien
Die Liste der portugiesischen Botschafter in Armenien listet die Botschafter der Republik Portugal in Armenien auf. Die Länder unterhalten seit 1992 direkte diplomatische Beziehungen.
Der erste Botschafter Portugals akkreditierte sich 1995 in der armenischen Hauptstadt Jerewan. Eine eigene Botschaft eröffnete Portugal dort bislang nicht, der portugiesische Vertreter in Russland wird in Georgien weiterhin zweitakkreditiert (Stand 2019).

## Missionschefs
| Name                                                   | Bild     | Amtszeit         | Anmerkungen                                                                   |
| Armenien                                               | Armenien | Armenien         | Armenien                                                                      |
| ------------------------------------------------------ | -------- | ---------------- | ----------------------------------------------------------------------------- |
| José Manuel Peixoto de Vilas-Boas de Vasconcelos Faria |          | bis 22. Mai 1996 | Botschafter mit Amtssitz Moskau, am 21. November 1995 in Jerewan akkreditiert |
| João Pacheco Luís Gomes                                |          | seit 1996        | Botschafter mit Amtssitz Moskau                                               |
| Jorge Ryder Torres Pereira                             |          | seit 2001        | Übergangs-Geschäftsträger am Amtssitz Moskau                                  |
| João Diogo Nunes Barata                                |          | seit 2002        | Botschafter mit Amtssitz Moskau                                               |
| Manuel Marcelo Monteiro Curto                          |          | seit 2004        | Botschafter mit Amtssitz Moskau                                               |
| Pedro Nuno de Abreu e Melo Bártolo                     |          | seit 2009        | Botschafter mit Amtssitz Moskau                                               |
| Paulo João Lopes do Rego Vizeu Pinheiro                |          | seit 2017        | Botschafter mit Amtssitz Moskau                                               |